# Škoda Superb (1934)
O Škoda Superb original é um automóvel de luxo de grande porte fabricado pelo fabricante de automóveis tchecoslovaco ASAP, mais tarde AZNP, de 1934 a 1949. Foi o primeiro carro da empresa com motor V8 e tração nas quatro rodas.
Em 2001, a Škoda reviveu o nome do modelo Superb para um modelo não relacionado baseado no Volkswagen Passat.

## Antecedentes
A ASAP introduziu uma nova linha de carros na década de 1930 que diferia significativamente de seus produtos anteriores. Um novo design de chassi com tubo traseiro e suspensão independente completa foi desenvolvido sob a liderança do engenheiro-chefe Vladimír Matouš e derivado daquele apresentado por Hans Ledwinka em Tatra. Usado pela primeira vez no 420 Standard em 1933, tinha como objetivo resolver o problema de rigidez torcional insuficiente inerente a uma estrutura de escada.
O chassi com tubo traseiro foi a base para os modelos Popular, Rapid, Favorit e Superb. Enquanto em 1933 a Škoda detinha uma quota de 14% do mercado automóvel da Tchecoslováquia, atrás tanto da Praga como da Tatra, os novos modelos da empresa ajudaram-na a tornar-se líder de mercado em 1936, com uma quota de 39% em 1938.
O Superb foi lançado em 1934, sendo na época a segunda gama de modelos mais alta da Škoda depois do 650 (que foi descontinuado no mesmo ano) e custava cerca do dobro do preço de um Rapid. O Superb substituiu o 860, uma luxuosa limusine de 4 portas com motor de oito cilindros em linha que foi produzida entre 1929 e 1932.

## Design
O tubo de suporte central foi dividido na frente, o que permitiu a fixação do motor e da caixa de câmbio. O eixo de transmissão estava localizado dentro do tubo e transmitia a potência do motor para as rodas traseiras. O Superb utilizava molas de lâmina para sua suspensão; uma na frente e duas atrás. Apresentava freios a tambor operados hidraulicamente, com freio de mão mecânico conectado às rodas traseiras.

### Primeira e segunda geração (Tipo 640)

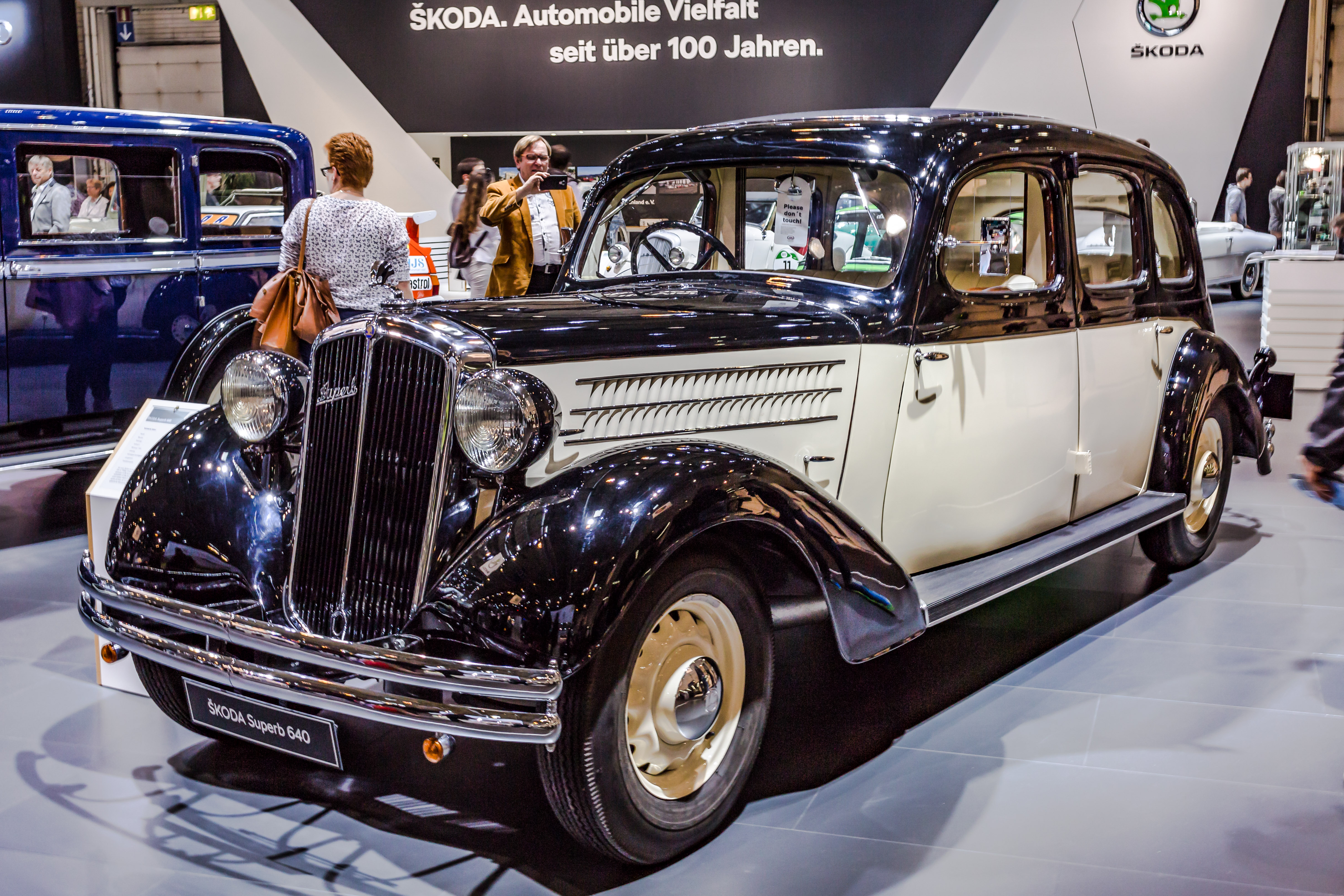
Škoda Superb 640

O primeiro motor usado no Superb foi uma unidade de cabeça chata de seis cilindros em linha de 2.492 cc. Tinha embreagem seca e caixa manual de quatro marchas com sincronizador na 3ª e 4ª marcha. O carro era oferecido com 4 ou 6 lugares. O chassi pesava 1.130 kg e o carro inteiro pesava 1.680 kg, embora variasse dependendo da versão do carro. Duas versões diferentes deste tipo foram feitas.

### Terceira geração (Tipo 902)
Uma nova geração do Superb foi introduzida em maio de 1936 como Tipo 902.
Quando a Škoda lançou o Superb em 1934, um dos seus principais concorrentes checoslovacos, a Tatra, tinha começado a fabricar o Tipo 77, com motor V8; este foi o primeiro carro aerodinâmico produzido em série do mundo. Para competir com este carro, o Superb Tipo 902 tinha carroceria mais arredondada e apresentava um estilo frontal que lembrava mais os modelos menores Popular e Rapid. O motor foi ampliado para 2.703 cc e combinado com uma nova caixa de câmbio com caixa de alumínio.
O Tipo 902 estava disponível como sedã de 4 ou 6 lugares e como conversível de 2 portas. Sodomka também produziu uma versão especial do sedã que tinha uma carroceria mais longa e aerodinâmica.

### Quarta geração (Tipo 913)
Outra mudança ocorreu em outubro de 1936, quando o Superb Tipo 913 foi introduzido. A frente do carro foi redesenhada e seu motor de seis cilindros em linha foi ampliado novamente, desta vez para 2.914 cc.
O Tipo 913 estava mais comumente disponível em quatro versões básicas: uma limusine de 6 ou 7 lugares, sedã de 5 lugares e um sedã de 5 lugares e 2 portas. Outras versões menos comuns incluíam um conversível luxuoso de 2 portas, uma ambulância, um furgão e uma picape. A produção terminou em fevereiro de 1939. Alguns dos últimos carros produzidos usaram o motor maior de 3.140 cc do protótipo Tipo 924, que apresentava válvulas suspensas pela primeira vez, no lugar do arranjo de cabeça chata usado nos motores anteriores.

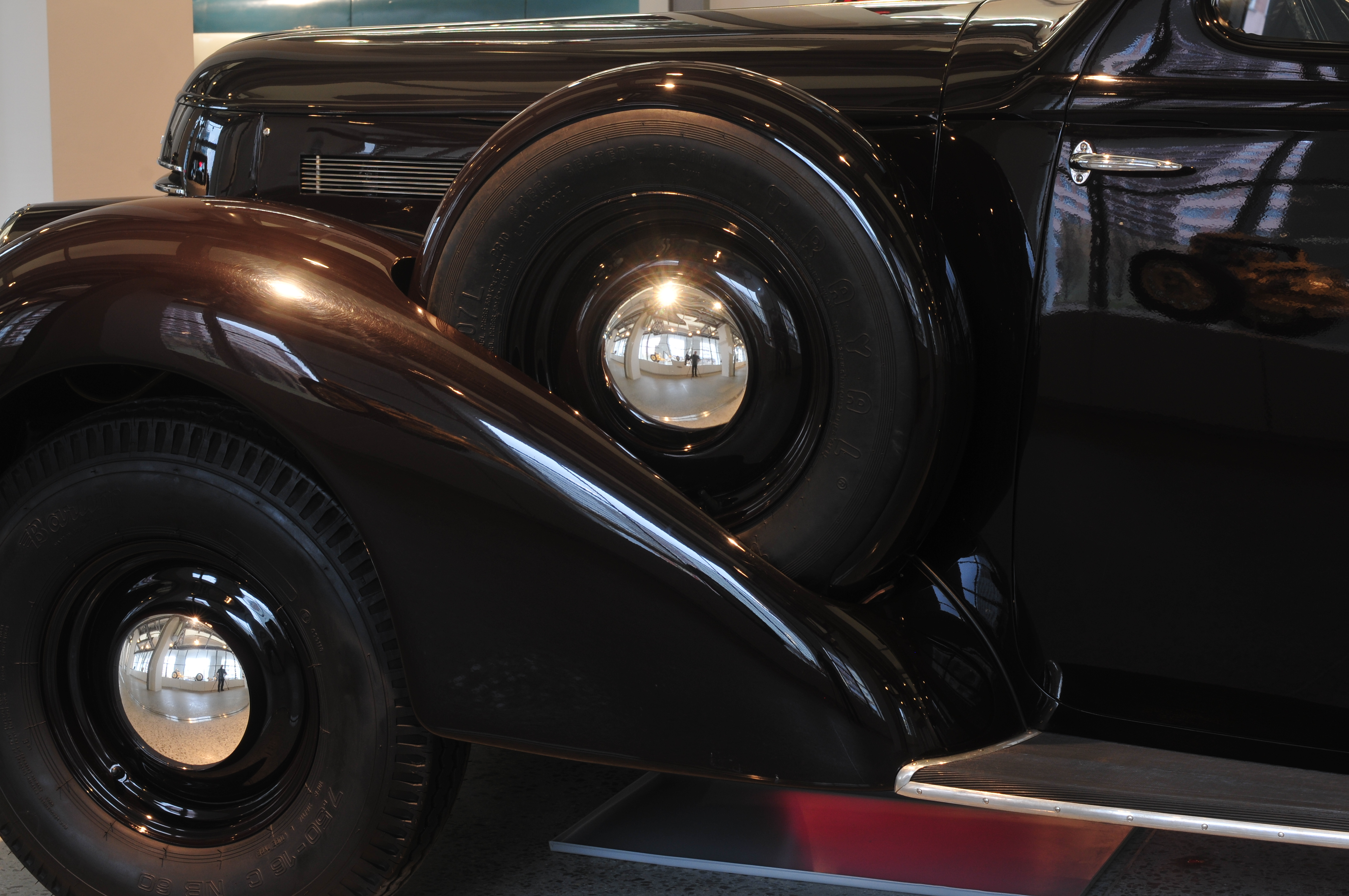
A partir de 1939, o Superb passou a ter rodas sobressalentes colocadas atrás do para-lama dianteiro, em vez de sob o piso do porta-malas.

### Quinta geração

#### Tipo 924
O primeiro protótipo do Tipo 924 foi construído em 1937; no entanto, ele não entrou em produção até 1939. O Tipo 924 tinha um novo motor de seis cilindros em linha com válvulas no cabeçote de 3.140 cc, uma distância entre eixos estendida e uma carroceria mais curta e arredondada. O 924 caracterizava-se por ter as rodas sobresselentes localizadas atrás dos guarda-lamas dianteiros.
A versão mais comum do Tipo 924 era a limusine de 6 lugares. A fila central de bancos podia ser rebatida, permitindo que os passageiros traseiros tivessem mais espaço.
Após a guerra, a produção do Superb Tipo 924 continuou em pequenos números ao longo de 1947-48, com 60 sedãs e 100 conversíveis fabricados, alguns deles em uma versão luxuosa destinada a desfiles. Oficialmente, todos foram entregues ao Ministério do Interior da Tchecoslováquia.

#### Tipos 952 e 956

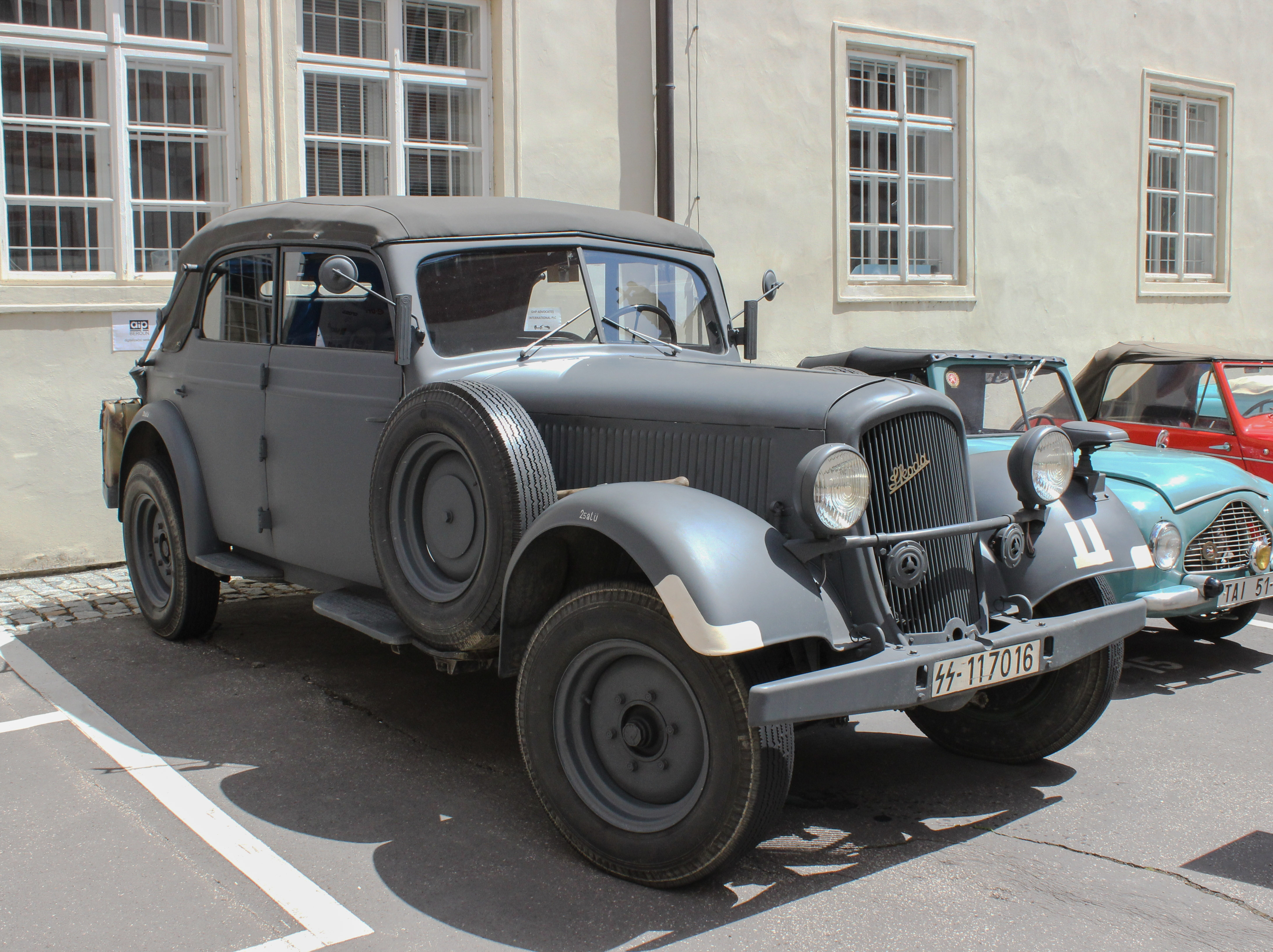
Škoda Superb 3000 tipo 952, Kfz. 21

Em 1941-43, a Škoda produziu uma versão militar do modelo Tipo 924 para a Wehrmacht e seus aliados nazistas. A produção ocorreu na Boêmia então ocupada pelos nazistas e começou com uma versão de tração traseira chamada Tipo 952 e culminou, brevemente, com o Tipo 956 de tração integral.
Havia três versões militares disponíveis: Kfz 21, um luxuoso conversível de comando usado por altos oficiais em campo, como o General Heinz Guderian e o Marechal de Campo Erwin Rommel (100 fabricados), Kfz 15, um transportador de pessoal e um carro de ataque (1.600 foram produzidos) e uma ambulância militar, das quais 30 foram produzidas.

### Superb 4000 (Tipo 919)
Em 1939, a Škoda introduziu a versão Tipo 919 do Superb, conhecida como Superb 4000; este tinha um novo motor V8 com válvula suspensa de 3.990 cc, este modelo foi estendido em comprimento para 5.700 mm e foi o primeiro carro de produção da empresa a utilizar um motor V8. Ao contrário dos modelos anteriores de seis cilindros em linha, o V8 tinha três marchas, com a segunda e a terceira marchas sincronizadas instaladas. Apenas doze carros deste tipo foram fabricados.
Vários Škoda Superb históricos podem ser vistos no Škoda Auto Museum em Mladá Boleslav.

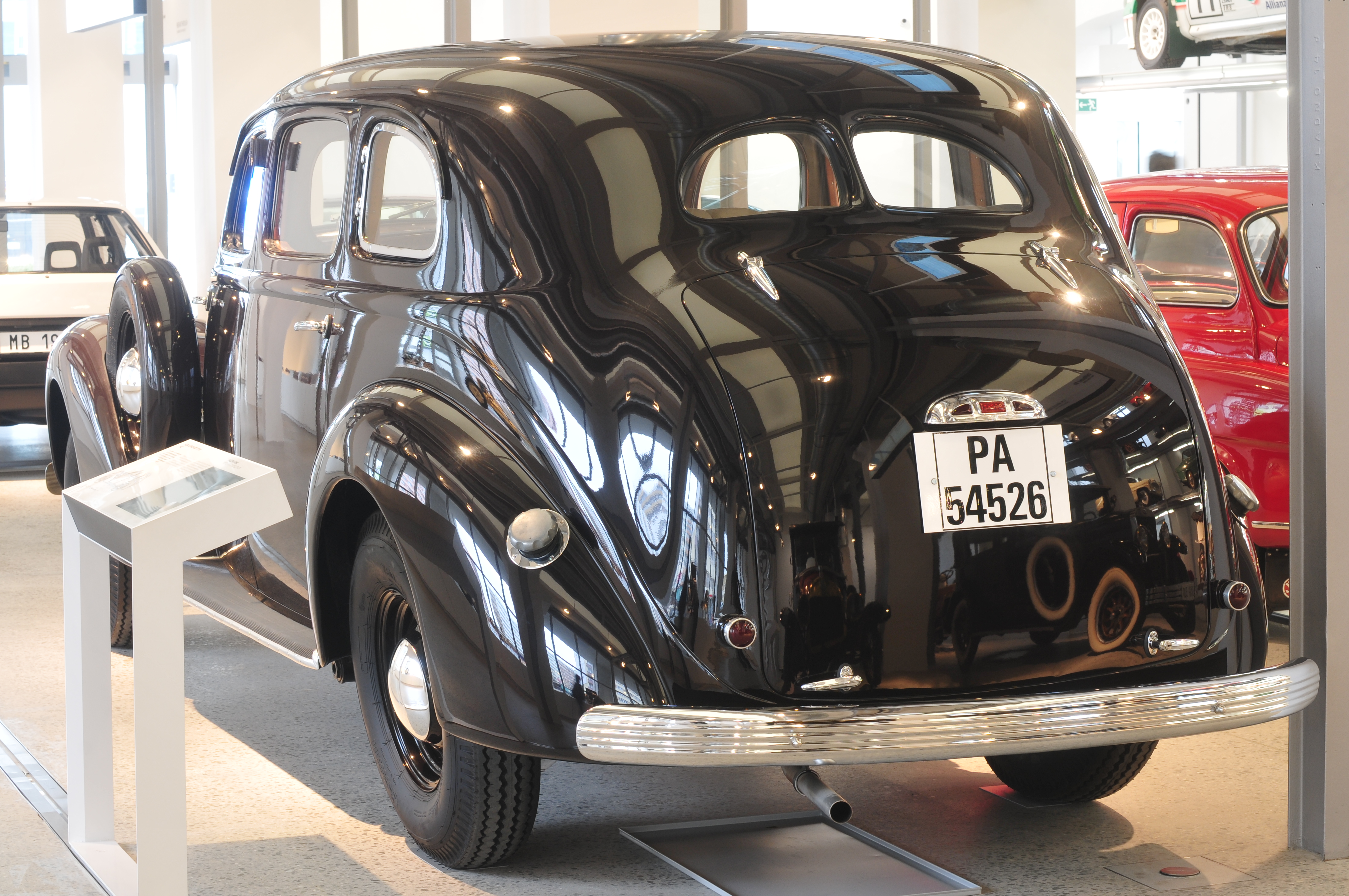
Vista traseira do Superb OHV 1939

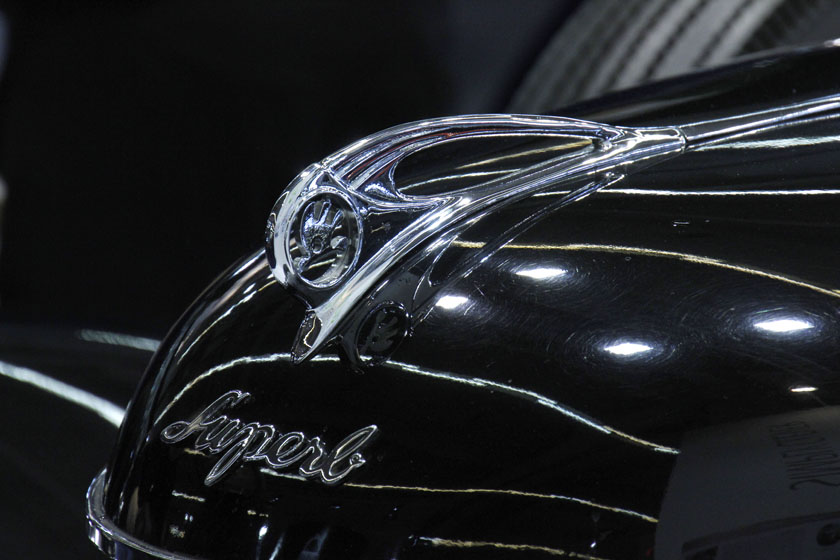
Emblema do Škoda Superb